# 80652 Albertoangela
80652 Albertoangela este un asteroid din centura principală de asteroizi.

## Descriere
80652 Albertoangela este un asteroid din centura principală de asteroizi. A fost descoperit pe 16 ianuarie 2000 la Cavezzo la Observatorul Cavezzo. Asteroidul prezintă o orbită caracterizată de o semiaxă mare de 2,28 ua, o excentricitate de 0,07 și o înclinație de 2,2° în raport cu ecliptica.